# Heinz Neukirchen

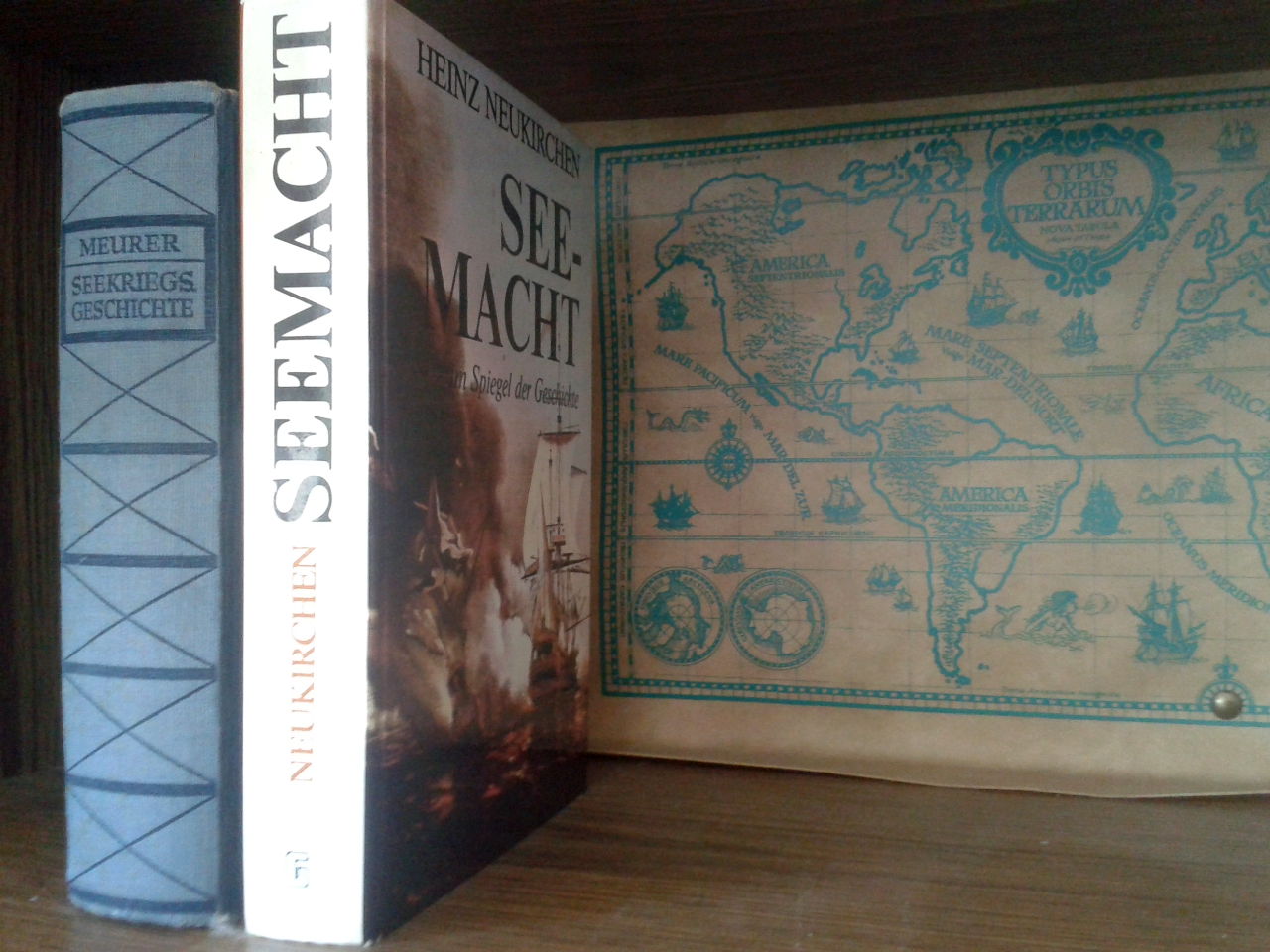
Neukirchens Seemacht im Spiegel der Geschichte ist deutlich an Meurers Seekriegsgeschichte in Umrissen von 1925 angelehnt.

Heinz Neukirchen, eigentlich Heinrich Neukirchen (* 13. Januar 1915 in Duisburg; † 8. Dezember 1986 in Rostock) war Offizier in der Kriegsmarine, Vizeadmiral in der Volksmarine der DDR sowie Präsident der Direktion Seeverkehr und Hafenwirtschaft. Darüber hinaus schrieb er mehrere maritime Bücher.

## Leben und Wirken
Nach der mittleren Reife absolvierte der Sohn eines Kleinbauern und Gemüsehändlers von 1931 bis 1932 ein Volontariat und arbeitete anschließend ein Jahr als freier Mitarbeiter der Düsseldorfer Nachrichten. 1933 trat er der Marine-SA bei. Ab 1935 diente Neukirchen in der Kriegsmarine und war als Besatzungsmitglied des Leichten Kreuzers Köln Teilnehmer am Spanischen Bürgerkrieg, wofür er mit dem Spanienkreuz in Bronze ausgezeichnet wurde. Von 1939 bis 1940 war er als Bootsmann Hafenschutz-Kommandant. Im Anschluss an verschiedene Fähnrichlehrgänge diente Neukirchen von 1943 bis 1944 als Wachoffizier auf dem Minenschiff Ostmark. Im letzten Kriegsjahr war er als Oberleutnant zur See Kommandant auf einem U-Jäger in Norwegen. Zusätzlich war Neukirchen ab 1944 Nationalsozialistischer Führungsoffizier und 1945 Batteriechef in der Marineinfanterie. Von 1945 bis 1949 war er in sowjetischer Kriegsgefangenschaft. 1948 bis 1949 besuchte er dort die Antifa-Zentralschule in Krasnogorsk und arbeitete dort als Assistent.
Nach seinem Eintritt in die NDPD 1949 arbeitete er bis 1950 als Mitarbeiter bzw. politischer Geschäftsführer der NDPD in Mecklenburg. Danach war er ein Jahr stellvertretender Vorsitzender des NDPD-Landesvorstandes Berlin und bis Oktober 1951 Berliner Vertreter in der Volkskammer.
Nach seinem Eintritt in die bewaffneten Organe am 1. März 1951 war Neukirchen zunächst ab 1. Mai 1951 im Rang eines Chefinspekteurs der Seepolizei bis 31. Juli 1954 Chef des Stabes der Seepolizei und ab 1. Juli 1952 der Volkspolizei See. In dieser Zeit wurde er am 1. Oktober 1952 zum Konteradmiral ernannt. Nach seinem Dienst als Stabschef erfolgte bis 1956 ein Besuch der Seekriegsakademie der UdSSR. Nach seiner Rückkehr diente er bis 1961 als Stellvertretender Chef der Seestreitkräfte/Volksmarine und Chef des Stabes des Kommandos Volksmarine. Im Jahr 1961 trat er aus der NDPD aus und in die SED ein. Er war zunächst Kandidat, ab 1963 Mitglied der SED.
In der Zeit des Studiums von Wilhelm Ehm von 1961 bis 1963 an der sowjetischen Seekriegsakademie war Neukirchen mit der Führung der Volksmarine beauftragt und während dieser Zeit Mitglied des Kollegiums des Ministeriums für Nationale Verteidigung. Nach Ehms Rückkehr diente er bis zu seinem Ausscheiden aus dem aktiven Dienst am 31. Mai 1964 wieder als stellvertretender Chef der Volksmarine und Stabschef im Kommando Volksmarine. Kurz vor seiner Entlassung wurde er auf Beschluss des Ministerrates der DDR im Mai 1964 noch zum Vizeadmiral befördert.
Am 3. Juni 1964 wurde Neukirchen durch den stellvertretenden Verkehrsminister der DDR Horst Schlimper in das Amt des Präsidenten der Direktion Seeverkehr und Hafenwirtschaft berufen und begrüßte als solcher am 8. Juli 1964 den Vorsitzenden des Staatsrates der DDR Walter Ulbricht im Rostocker Überseehafen. Am 28. Dezember 1973 berief Verkehrsminister Otto Arndt Neukirchen zum Generaldirektor des neugeschaffenen Kombinates Seeverkehr und Hafenwirtschaft, das am 1. Januar 1974 seine Arbeit aufnahm. Aus gesundheitlichen Gründen musste er seine beruflichen und ehrenamtlichen Tätigkeiten 1976 aufgeben. Er lebte seitdem als Schriftsteller in Rostock, war Mitglied des Schriftstellerverbandes der DDR.
Neukirchen wurde im Dezember 1965 zudem der erste Vorsitzende des F.C. Hansa Rostock. 1967 gab er dieses Amt allerdings an Ernst-Moritz Pahnke ab.

## Auszeichnungen
- 1974 Vaterländischer Verdienstorden in Gold
- 1985 Orden „Stern der Völkerfreundschaft“ in Silber

## Publikationen
- Krieg zur See. Deutscher Militärverlag, Berlin 1966.
- Handbuch Seeverkehr. Bd. 1. 1969.
- Handbuch Seeverkehr. Bd. 2. Autorenkollektiv: Reinhold Dopatka u. a. Leiter: Günter Babst; (Herausgeber) Reinhold Dopatka und Heinz Neukirchen, 1970.
- Handbuch Seeverkehr. Bd. 3. Hauptautoren: Gottfried Schulze; Lothar Uhlig; (Herausgeber) Gottfried Schulze und Heinz Neukirchen, 1970.
- Seefahrt gestern und heute. transpress, Berlin 1970.
- Häfen und Schiffe. transpress, Berlin 1974.
- Piraten – Seeraub auf allen Meeren. transpress, Berlin 1977.
- Geusen – Lieber ertrunken als gefangen. transpress, Berlin 1980.
- Seemacht im Spiegel der Geschichte. transpress, Berlin 1982.
- Klar vorn und achtern – Auf einem Schaukelpferd zum Rio de la Plata. transpress, Berlin 1983.
- Mit ungewissem Kurs. transpress, Berlin 1985.
- Seefahrt im Wandel der Jahrtausende. transpress, Berlin 1985.
- Seelord Gerry oder Wiedersehen mit Afrika. transpress, Berlin 1989.

Seine Bücher wurden in viele Sprachen übersetzt.